# Samir Azzouz
Samir Azzouz (Amsterdam, 27 juli 1986) is een Nederlandse terrorist van Marokkaanse afkomst. In totaal is Azzouz viermaal gearresteerd. Na zijn eerste arrestatie werd hij niet vervolgd. In het tweede proces is hij in een tweede hoger beroep veroordeeld tot vier jaar gevangenisstraf. In het derde proces, de Piranhazaak, werd Azzouz op 1 december 2006 veroordeeld voor het voorbereiden van een terroristische aanslag. Hij kreeg hiervoor, en voor deelneming aan een criminele organisatie, op 2 oktober 2008 in hoger beroep een gevangenisstraf van 9 jaar opgelegd.

## Leven
Samir Azzouz groeide op in Amsterdam-West, en zat daar op het Cartesius Lyceum waar hij begon op het vwo, maar uiteindelijk werd teruggezet naar de havo. Hij heeft zonder zijn diploma te halen de school verlaten. Mohammed Bouyeri was een vriend van Azzouz. Hij haalde Mohammed Bouyeri over om de als radicaal bekendstaande Amsterdamse Tawheedmoskee te bezoeken.
In januari 2003 probeerde hij met een vriend naar Tsjetsjenië te reizen om daar met moslimstrijders te strijden tegen het Russische leger. De grenspolitie van Oekraïne arresteerde de jongens en stuurde hen terug naar Nederland.
Arjan Erkel, zelf bijna twee jaar ontvoerd door Tsjetsjeense rebellen, voerde meerdere gesprekken met Samir die in Vught gevangenzat. Hij heeft een boek geschreven waarin hij werkelijkheid en fictie over Samir met elkaar vermengt tot een 'fiction-vertelling' over diens leven.
Jos Slats en Bart Nijpels van KRO's Reporter maakten over Azzouz’ leven een documentaire op basis van research, gesprekken en interviews met onder meer zijn vrouw, moeder, zus en Samir zelf. Reporter had tevens inzage in het strafdossier van Samir en reconstrueerde de poging van Samir en een vriend om zich aan te sluiten bij het Tsjetsjeense verzet.
Sanne Groot Koerkamp en Marije Veerman interviewden voor hun boek onder anderen Samirs schoonmoeder.  Zij gaf aan te betreuren dat Samir niet doodgeschoten was aangezien hij volgens haar dan als martelaar gestorven was.
In een interview met Willem Jan Bloem van EénVandaag van 6 augustus 2010 vertelde Samirs vrouw Abida van Domburg (Nederlands van origine) dat zij emigratieplannen hadden na zijn vrijlating, die bij ongewijzigde omstandigheden zou plaatsvinden in 2013.

## Arrestaties

### Eerste arrestatie
Op 17 oktober 2003 werd Azzouz met vier anderen aangehouden met als aanklacht het voorbereiden van een aanslag. Bij een huiszoeking werden kunstmest en zoutzuur aangetroffen, stoffen waarmee explosieven kunnen worden gemaakt. Uit AIVD-onderzoek zou zijn gebleken dat twee van hen in Pakistan waren geweest en daar in een trainingskamp verbleven. Verder zouden mensen rondom Azzouz in verband met een voorgenomen actie contact hebben gehad met iemand uit Spanje. Volgens de Spaanse inlichtingendienst was deze persoon een man die in Marokko werd gezocht in verband met betrokkenheid bij de bloedige aanslagen in Casablanca op 16 mei 2003.
Kort daarop werden Azzouz en de vier anderen weer vrijgelaten en niet verder vervolgd wegens gebrek aan bewijs. Tot een proces kwam het dus niet.
Justitie kreeg bij dit onderzoek ook Mohammed Bouyeri in beeld, de latere moordenaar van Theo van Gogh. Hij behoorde echter niet tot de vijf personen die in deze zaak werden aangehouden.

### Tweede arrestatie en eerste proces
Op 30 juni 2004 werd Azzouz opnieuw opgepakt nadat in de supermarkt in Rotterdam waar hij werkte een roofoverval plaatsvond. Hij zou volgens het Openbaar Ministerie de daders geholpen hebben binnen te komen en met hen samen hebben gewerkt. Na Azzouz’ arrestatie doorzocht de politie zijn huis. Bij de doorzoeking van zijn huis vond de politie onder meer zelfgetekende en van internet gedownloade plattegronden van diverse strategische gebouwen in Nederland. Die tekeningen waren voorzien van aantekeningen over bijvoorbeeld bewaking. Azzouz had van enkele plaatsen foto's gemaakt. Ook vond de politie twee patroonhouders voor automatische wapens en een flesje gevuld met chemische stoffen en voorzien van bedrading.
Na de huiszoeking werd hij niet alleen aangeklaagd voor de overval maar ook voor het beramen van aanslagen met een terroristisch oogmerk op onder andere Schiphol, de Tweede Kamer, de kerncentrale van Borssele, het hoofdkantoor van de AIVD in Leidschendam en het ministerie van Defensie.

#### Uitspraak eerste proces
Het Openbaar Ministerie (OM) eiste tegen Samir Azzouz 7 jaar celstraf en intrekking van zijn kiesrecht. De rechtbank sprak Azzouz vrij van het beramen van aanslagen. Wel werd hij wegens verboden wapenbezit tot drie maanden gevangenisstraf veroordeeld. Ook zijn hulp bij de overval op de supermarkt achtte de rechtbank niet bewezen. Na aftrek van voorarrest kwam Azzouz vrij.
Het Openbaar Ministerie verklaarde na de uitspraak in hoger beroep te zullen gaan. Het Openbaar Ministerie eiste in het hoger beroep 6 jaar en 9 maanden gevangenisstraf. Op 18 november 2005 werd Azzouz echter door het gerechtshof in Den Haag vrijgesproken. Het hof achtte wel bewezen dat Azzouz terroristische intenties had, maar deze waren zo "pril, onbeholpen en primitief" dat daar geen reële dreiging van uit kon gaan.
Het OM stelde daarop beroep in cassatie bij de Hoge Raad. Deze vond dat het hof in Den Haag een onjuiste uitleg heeft gegeven van het juridische begrip voorbereidingshandelingen en verwees de zaak door aan het hof in Amsterdam.
Het Openbaar Ministerie eiste in dit tweede hoger beroep een gevangenisstraf van 6 jaar. Op 17 september 2007 kreeg Azzouz een vierjarige celstraf opgelegd vanwege het voorbereiden van moord en het voorbereiden van een brand en/of explosie.

### Derde arrestatie en tweede proces
Op vrijdag 14 oktober 2005 werd Azzouz voor een derde keer gearresteerd, ditmaal in Leiden.
Azzouz studeerde op het moment van deze arrestatie voor medisch laborant aan de Hogeschool Leiden. De arrestatie vond plaats op straat, te midden van zijn medestudenten.
Deze arrestatie maakte deel uit van een gecoördineerde actie van de AIVD en de politie, waarbij in totaal zeven verdachten werden gearresteerd in Den Haag, Almere, Amsterdam en Leiden. De AIVD verklaarde, dat er aanwijzingen waren dat de zeven concrete plannen voor aanslagen hadden, onder meer op politici en op het gebouw van de AIVD in Leidschendam. Verder waren er aanwijzingen dat de groep van zeven bezig was met het verkrijgen van wapens en materialen voor aanslagen. Er werd bij Azzouz een (afscheids)boodschap op video aangetroffen. Volgens de AIVD was Azzouz op zoek naar 10 AK-47's (kalasjnikovs), twee pistolen met dempers en tien gordels met explosieven. Volgens een informant wilde Azzouz een aanslag plegen op een vliegtuig van El-Al op Schiphol.
Op 31 oktober 2005 verklaarde de Hogeschool Leiden dat hij voor de rest van het jaar geschorst is. Als reden werd gegeven dat de arrestatie tot veel onrust heeft geleid. Op dezelfde dag maakte het Openbaar Ministerie bekend dat hij ook vervolgd zal worden voor het slaan van een fotograaf en een cameraman bij het verlaten van de rechtbank na zijn vrijspraak.
Op 24 april 2006 claimde het OM bij een pro-formazitting dat Azzouz lid was van een andere terroristische organisatie, de Piranhagroep. Azzouz werd verdedigd door Victor Koppe.
Op 14 september 2006 zond actualiteitenprogramma NOVA delen uit van een video van Azzouz, waarbij hij in het Arabisch sprak met een geweer op de achtergrond.
Op 1 december 2006 legde de rechtbank in Amsterdam Azzouz 8 jaar gevangenisstraf op, omdat hij een terroristische aanslag had voorbereid. De rechtbank oordeelde dat Azzouz en vier anderen geen terroristische organisatie hadden gevormd.
In hoger beroep heeft het gerechtshof in Den Haag Samir Azzouz veroordeeld tot negen jaar cel. Er was 15 jaar geëist. Anders dan de rechtbank kwam het gerechtshof tot het oordeel dat Azzouz en zijn medeverdachten wel hadden deelgenomen aan een criminele organisatie met een terroristisch oogmerk. De uitspraak was op 2 oktober 2008 in de extra beveiligde rechtszaal in Amsterdam-Osdorp.

### Vierde aanhouding
Op 20 september 2012 werd Azzouz in zijn cel aangehouden op verdenking van het voorbereiden van een terroristische aanslag. Hij zou in het geheim hebben gecommuniceerd of geprobeerd te communiceren met zijn medegevangenen en daarbij onder andere hebben geïnformeerd naar de mogelijkheid tot het regelen van explosieven.

### In vrijheidstelling
Op vrijdag 6 september 2013 werd Azzouz in vrijheid gesteld omdat 2/3 van zijn straf erop zat.

### Vijfde aanhouding
Eind juni 2020 werd Azzouz opnieuw aangehouden, wegens verdenking van financiering van terrorisme. In augustus 2022 werd Azzouz veroordeeld tot 2,5 jaar cel voor voor het financieren van terrorisme, waarvan hij al ruim 400 dagen in voorarrest zat.